# Tapinotaspis nordestina
Tapinotaspis nordestina är en biart som beskrevs av Roig-alsina 2003. Tapinotaspis nordestina ingår i släktet Tapinotaspis och familjen långtungebin. Inga underarter finns listade i Catalogue of Life.